# Doctor en Medicina Osteopática
Doctor en Medicina Osteopática (DO o D.O., o en Australia DO USA) es un título médico otorgado por las 38 facultades de medicina osteopática de Estados Unidos.Los títulos de DO y Doctor en Medicina (MD) son equivalentes: un graduado en DO puede obtener la licencia de médico o cirujano y, por tanto, tener plenos derechos de ejercicio médico y quirúrgico en los 50 estados de EE. UU. En 2023 había 186.871 médicos y estudiantes de medicina osteopática en Estados Unidos. En 2023, había 186.871 médicos osteópatas y estudiantes de medicina en programas de DO en todo Estados Unidos.La medicina osteopática (tal como se define y regula en Estados Unidos) surgió históricamente de la práctica cuasimédica de la osteopatía, pero se ha convertido en una profesión médica distinta y propia.
En 2014, más del 28% de todos los estudiantes de medicina de EE. UU. eran estudiantes de DO.Los planes de estudio de las facultades de medicina que otorgan DO son equivalentes a los de las facultades de medicina que otorgan MD, que se centran los dos primeros años en las ciencias biomédicas y clínicas, y luego dos años en la formación clínica básica en las especialidades clínicas.
Una diferencia notable entre la formación de los DO y los MD es que los DO dedican entre 300 y 500 horas adicionales a estudiar la manipulación práctica pseudocientífica del sistema musculoesquelético humano (técnica manipulativa osteopática) junto con la medicina y la cirugía convencionales basadas en pruebas, al igual que sus compañeros MD.
Al terminar la carrera de medicina, un graduado en osteopatía puede entrar en un programa de prácticas o de residencia, que puede ir seguido de una beca de formación.Los graduados en osteopatía asisten a los mismos programas de formación médica que sus homólogos en medicina.

## Historia
La osteopatía, la forma más antigua de la medicina osteopática, comenzó en Estados Unidos en 1874. El término "osteopatía" fue acuñado por el médico y cirujano.Andrew Taylor Still, que denominó a su nueva disciplina médica "osteopatía", razonando que "el hueso, osteon, era el punto de partida desde el que [él] iba a averiguar la causa de las condiciones patológicas" Fundó la Escuela Americana de Osteopatía (ahora Universidad A.T. Still de Ciencias de la Salud) en Kirksville, Missouri, para la enseñanza de la osteopatía el 10 de mayo de 1892. Aunque el estado de Missouri le concedió el derecho a otorgar el título de MD, él seguía insatisfecho con las limitaciones de la medicina convencional y en su lugar optó por mantener la distinción del título de DO. En 1898 el Instituto Americano de Osteopatía inició el Journal of Osteopathy actualmente conocido como (Journal of Osteopathic Medicine) y para entonces cuatro estados reconocían la profesión.
La profesión médica osteopática ha evolucionado en dos ramas: los osteópatas no médicos de medicina manual, que fueron educados y formados fuera de Estados Unidos; y los médicos osteópatas formados en Estados Unidos, que realizan una práctica médica y quirúrgica completa. La regulación de los osteópatas no médicos de medicina manual varía mucho de una jurisdicción a otra. En Estados Unidos, los médicos osteópatas con el título de DO tienen los mismos derechos, privilegios y responsabilidades que los médicos con el título de Doctor en Medicina (MD).Los médicos osteópatas y los osteópatas no médicos son tan distintos que en la práctica funcionan como profesiones separadas.
Tal como fue concebido originalmente por Andrew Still, las letras "DO" significaban "Diplomado en Osteopatía" y el título conferido por el grado era "Doctor en Osteopatía" Posteriormente, el grado también pasó a denominarse "Doctor en Medicina Osteopática" Desde finales del siglo XX, la AOA ha preferido que este título se utilice exclusivamente Sus miembros resolvieron en una conferencia celebrada en 1960:

Resuélvase, que la Asociación Osteopática Americana instituya una política, tanto oficialmente en nuestras publicaciones como individualmente en la conversación, para usar los términos medicina osteopática en lugar de la palabra osteopatía y médico y cirujano osteópatas en lugar de osteópata; las palabras osteopatía y osteópata se reservan sólo para discusiones históricas, sentimentales e informales.

Una minoría de DO sigue utilizando los términos antiguos, y la Academia Americana de Osteopatía conserva el uso antiguo en su nombre.

## Datos demográficos
En 2018, había 114,425 médicos osteópatas en los Estados Unidos y 145,343 DO totales y estudiantes de medicina osteopática. La proporción de mujeres en la profesión ha aumentado constantemente desde la década de 1980.En 1985, alrededor del 10 por ciento de los médicos DO eran mujeres, en comparación con el 41 por ciento en 2018. Entre 2008 y 2012, el 49 por ciento de los nuevos graduados DO eran mujeres.
Durante el año académico 2011-12, el cuerpo de estudiantes de medicina osteopática consistió en: 69 por ciento blancos/no hispanos, 19 por ciento asiáticos o de las islas del Pacífico, 3,5 por ciento hispanos, 3 por ciento afroamericanos y 0,5 por ciento nativos americanos o de Alaska.El resto fueron catalogados como "otros o no ingresados". El cambio de cinco años en la matrícula de estudiantes de medicina osteopática por origen étnico ha aumentado en un 19 por ciento para los estudiantes blancos/no hispanos, un 36 por ciento para los estudiantes asiático-americanos, un 24 por ciento para los estudiantes negros/afroamericanos y un 60 por ciento para los estudiantes hispanos/latinos.

## Educación, formación y distinción
Los planes de estudios de las facultades de medicina osteopática son equivalentes a los de las facultades que otorgan el título de MD. Tanto los programas de MD como los de DO otorgados en Estados Unidos figuran en el Directorio Mundial de Escuelas de Medicina como escuelas de medicina. Además, las agencias de acreditación de ambas titulaciones, LCME y COCA para MD y DO, respectivamente, están reconocidas por la Federación Mundial para la Educación Médica (WFME) Según la WFME, "el estatus de reconocimiento lo otorga la WFME a una agencia de acreditación que trabaja según un alto estándar aceptado internacionalmente, y confiere el entendimiento de que la calidad de la acreditación de las facultades de medicina de pregrado es de un estándar apropiado y riguroso". Una vez admitidos en una facultad de medicina osteopática, los alumnos estudian cuatro años para graduarse. Los estudios se dividen en años preclínicos y clínicos. Los años preclínicos, el primero y el segundo, se centran en las ciencias biomédicas y clínicas. Los años clínicos, el tercero y el cuarto, consisten en una formación clínica básica y prácticas en las especialidades clínicas.
Las normas de acreditación de las facultades de medicina osteopática exigen formación en medicina interna, obstetricia/ginecología, pediatría, medicina de familia, cirugía, psiquiatría, medicina de urgencias, radiología, medicina preventiva y salud pública.Según Harrison's Principles of Internal Medicine, "la formación, la práctica, la acreditación, la autorización y el reembolso de los médicos osteópatas son prácticamente indistinguibles de los de los médicos con titulación MD, con 4 años de facultad de medicina osteopática seguidos de formación especializada y subespecializada y certificación de la junta".
Las facultades de medicina osteopática ofrecen entre 300 y 500 horas adicionales de estudio de la medicina manual práctica y del sistema musculoesquelético del cuerpo, lo que se conoce como medicina osteopática manipulativa (OMM).La manipulación osteopática es una pseudociencia.
Antes de ingresar en una facultad de medicina osteopática, el aspirante debe completar una licenciatura de cuatro años y realizar un examen nacional estandarizado llamado Medical College Admissions Test (MCAT). Existen algunos programas combinados de medicina y licenciatura. Algunos autores señalan las diferencias en las puntuaciones medias del MCAT y la media de notas de los estudiantes que se matriculan en facultades de DO en comparación con los que se matriculan en facultades de MD en Estados Unidos. En 2021, el promedio de MCAT y GPA para los estudiantes que ingresaron en programas de MD con sede en EE. UU. fue de 511,5 y 3,73,respectivamente, y 504,0 y 3,55 para los matriculados en DO.Las facultades de medicina DO son más propensas a aceptar estudiantes no tradicionales,que son mayores y entran en la medicina como una segunda carrera, o que provienen de carreras no científicas.
Los estudiantes de medicina con DO deben realizar el examen Comprehensive Osteopathic Medical Licensure Examination (COMLEX-USA), patrocinado por el National Board of Osteopathic Medical Examiners (NBOME). El COMLEX-USA es una serie de tres exámenes de licencia médica osteopática. Las dos primeras evaluaciones cognitivas (EC) del COMLEX-USA (Nivel 1 y Nivel 2) se realizan durante la carrera de medicina y son prerrequisitos para los programas de residencia, y constan de 352 preguntas de opción múltiple (ítems) cada una. Por último, el COMLEX Nivel 3 se suele realizar durante el primer año de residencia, y consta de 420 preguntas de opción múltiple y 26 casos de toma de decisiones clínicas (CDM).
Esto se suele hacer en circunstancias específicas, como cuando el estudiante desea entrar en una residencia que puede tener una preferencia histórica por el USMLE, o si una puntuación más alta en el USMLE ayudaría a elevar la solicitud del estudiante para ser más competitivo. Las tasas de aprobación del USMLE para estudiantes de DO y MD en 2012 son las siguientes: Paso 1: 91% y 94%, Paso 2 CK: 96% y 97%, y Paso 2 CS: 87% y 97%, respectivamente (este número puede ser engañoso, ya que sólo 46 estudiantes DO en comparación con 17,118 estudiantes MD fueron evaluados para el Paso 2 CS) Paso 3: 100% y 95% (este número puede ser engañoso, ya que sólo 16 estudiantes DO en comparación con 19,056 estudiantes MD, fueron evaluados para el Paso 3).

## Licencia y certificación de la junta
Para obtener la licencia para ejercer la medicina en Estados Unidos, los estudiantes de medicina osteopática deben aprobar el Comprehensive Osteopathic Medical Licensing Examination (COMLEX), el examen de licencia administrado por el National Board of Osteopathic Medical Examiners a lo largo de su formación médica. Los estudiantes tienen la opción de tomar también el United States Medical Licensing Examination (USMLE) para solicitar ciertos programas de residencia que pueden querer puntuaciones USMLE, además de las puntuaciones COMLEX.Los que han recibido o están en el proceso de obtener un título de MD o DO son elegibles para rendir el USMLE.Debido a su formación adicional, sólo los candidatos DO son elegibles para rendir el COMLEX.
En febrero de 2014, la Asociación Americana de Osteopatía y el Consejo de Acreditación para la Educación Médica de Posgrado acordaron unificar la educación médica de posgrado estándar y osteopática a partir de 2020.Antes de 2020, los DO tenían la opción de asistir a residencias ACGME o residencias AOA. A partir de 2020, los DO y los MD asistirán a las mismas residencias ACGME. Una vez completados los requisitos de prácticas y residencia de la especialidad médica elegida, los doctores pueden optar por obtener la certificación de una junta de especialidades (a través de la Junta Americana de Especialidades Médicas de la Asociación Médica Americana) o de una junta de especialidades osteopáticas (a través de las juntas de certificación de la Oficina de Especialistas Osteopáticos de la Asociación Osteopática Americana) o de ambas.
Dependiendo del estado, la licencia médica puede ser expedida por una junta combinada (DO y MD) o por una junta separada de examinadores médicos.Todas las 70 juntas médicas estatales son miembros de la Federación de Juntas Médicas Estatales.
Tanto los "DO como los MD exigen un estudio riguroso en el campo de la medicina",con requisitos de entrada similares y estructuras curriculares que son "en gran medida las mismas" y ambos producen graduados que están autorizados y acreditados como médicos en los Estados Unidos. La doctora Harriet Hall, cirujana de vuelo jubilada de las Fuerzas Aéreas estadounidensesy una de las cinco editoras fundadoras de Science-Based Medicine, ha escrito que los doctores en medicina osteopática estadounidenses "deben distinguirse de los osteópatas, miembros de una profesión menos regulada o no regulada que se practica en muchos países", ya que "los osteópatas reciben una formación inferior" que no es comparable a la de los doctores en medicina osteopática.

## Variaciones internacionales
En la actualidad, no existen programas de medicina osteopática fuera de Estados Unidos que cualifiquen a una persona para ejercer como médico osteópata en EE. UU.Los títulos osteopáticos extranjeros no están reconocidos por ningún estado de EE. UU. ni de ninguna otra región como equivalentes a los títulos DO estadounidenses.

### Derechos de ejercicio internacional
La Organización Internacional del Trabajo (OIT), organismo dependiente de las Naciones Unidas, publicó una carta en la que afirma que los médicos osteópatas formados en Estados Unidos son médicos plenamente autorizados para recetar medicamentos y realizar intervenciones quirúrgicas. El reconocimiento establece una clara separación entre los DO estadounidenses, que son médicos, y los osteópatas no médicos formados fuera de Estados Unidos. Dentro de las normas internacionales que clasifican los trabajos para promover la comparabilidad internacional entre ocupaciones, los DO formados en Estados Unidos ahora se categorizan con todos los demás médicos como médicos.Este evento tuvo lugar en junio de 2018 e inició un relevo de eventos y abrió puertas para los DO a medida que más países comenzaron a comprender y dar pleno reconocimiento a los médicos formados en Estados Unidos con el grado de DO. La Asociación de Consejos Médicos de África (AMCOA) aprobó una resolución en 2019 concediendo la solicitud de la AOA de que AMCOA reconozca a los DO formados en EE. UU. como médicos con licencia completa con derechos de práctica equivalentes a los MD, abriendo sus 20 países miembros, que incluyen Botsuana, Eswatini, Gambia, Ghana, Kenia, Lesoto, Liberia, Malawi, Mauricio, Namibia, Nigeria, Ruanda, Seychelles, Sierra Leona, Sudáfrica, Sudán del Sur, Tanzania, Uganda, Zambia y Zimbabue a los DO. (Nota: Algunos de los países africanos miembros de AMCOA ya habían otorgado licencias independientes a DO anteriormente; sin embargo, este reconocimiento unifica a aquellos que lo hicieron o no).
Del mismo modo, el 9 de noviembre de 2023, durante su 15ª Asamblea General bienal de Miembros en Bali, Indonesia, la Asociación Internacional de Autoridades de Reglamentación Médica (IAMRA) aprobó una resolución. Esta resolución respalda el reconocimiento de los DO formados en EE. UU. como médicos con licencia completa, a la par de los MD, en 47 países miembros de IAMRA.Los miembros de IAMRA incluyen los consejos médicos de los siguientes países: Albania, Australia, Bahamas, Bangladesh, Bután, Brasil, Canadá, Egipto, Eswatini, Finlandia, Alemania, Ghana, Granada, Hong Kong, India, Indonesia, Irlanda, Omán, Pakistán, Ruanda, Seychelles, Sierra Leona, Singapur, Sudáfrica, Corea del Sur, Sudán del Sur, Sudán, Tanzania, Gambia, Trinidad y Tobago, Uganda, Emiratos Árabes Unidos, Reino Unido, Estados Unidos de América y Zimbabue. Aunque muchos de estos países ya reconocían el DO como título médico antes del convenio, éste unificó a muchos otros países bajo el paraguas.
Además, los DO pueden trabajar internacionalmente como médicos y cirujanos con cualquier organización humanitaria, como la Organización Mundial de la Salud y Médicos sin Fronteras. El siguiente es un resumen de licencias internacionales para Doctores en Medicina Osteopática formados en EE. UU., según la lista de la Asociación Americana de Osteopatía, que muestra los países en los que los DO de EE. UU. han solicitado previamente la licencia (los países que no aparecen en la lista son regiones sin antecedentes de DO de EE. UU. que hayan solicitado la licencia):
| País                                   | Año de la última política | Derechos de ejercicio de la medicina | Requisitos para obtener la licencia |
| -------------------------------------- | ------------------------- | ------------------------------------ | --- |
| Argentina                              | 2006                      | Ilimitado                            | Los médicos extranjeros deben presentar sus credenciales a diversos organismos y después comparecer ante cualquiera de las Universidades Nacionales para que se reconozca su título. |
| Australia                              | 2013                      | Ilimitado                            | Según documentos publicados en Internet, el Consejo Médico de Australia ha "acordado aceptar el DO USA como cualificación médica primaria para el registro médico siempre que el DO USA haya sido otorgado por una facultad de medicina que haya sido acreditada por la Comisión de Acreditación de Facultades de Osteopatía". |
| Austria                                | 2009                      | Ilimitado                            | El hospital debe tener un puesto que no pueda cubrir un médico austriaco. |
| Bahamas                                | 2004                      | Ilimitado                            | Licencia estadounidense reconocida. |
| Bahréin                                | 2010                      | Ilimitado                            | Licencia estadounidense reconocida. |
| Bangladesh                             | 2000s                     | Ilimitado                            | Licencia estadounidense reconocida. |
| Barbados                               | 1995                      | Limitados                            | Sólo medicina osteopática manipulativa (OMM). |
| Belice                                 | 2009                      | Ilimitado                            | Debe completar una residencia en Belice para poder optar a la licencia permanente. |
| Bermudas                               | 1997                      | Ilimitado                            | Se requieren al menos 2 años de GME y un examen o entrevista del Comité de Examen del consejo. Los extranjeros deben tener la autorización del Ministerio de Trabajo e Interior para trabajar en la isla. |
| Botsuana                               | 2019                      | Ilimitado                            | |
| Brazil                                 | 2007                      | Ilimitado                            | Se requiere la finalización del examen de la junta brasileña, el establecimiento de la residencia y cierta formación en un hospital brasileño. |
| Canada                                 | Alberta                   | Ilimitado                            | Requiere al menos 2 años de GME acreditada por la ACGME o la AOA y debe haber aprobado el examen del Consejo de Coordinación de Universidades, un examen de ciencias básicas, y haber aprobado las tres partes de la Licenciatura del Consejo Médico de Canadá. |
| Canada                                 | Columbia Británica        | Ilimitado                            | Requiere al menos 1 año de GME aprobado por la AOA o la ACGME, haber completado al menos 1 año de GME en Canadá, haber aprobado las tres partes del LMCC. |
| Canada                                 | Manitoba                  | Ilimitado                            | Licencia estadounidense reconocida. |
| Canada                                 | Nuevo Brunswick           | Ilimitado                            | Requiere al menos 2 años de GME aprobado por la AOA o la ACGME y ha pasado las 3 partes de la LMCC. Vía de reciprocidad para médicos DO con licencia de Maine. |
| Canada                                 | Terranova                 | Ilimitado                            | La Ley Médica de 2011 permite la plena autorización de los médicos osteópatas, tanto para el registro completo del país como para su registro educativo. |
| Canada                                 | Territorios del Noroeste  | Ilimitado                            | Licencia estadounidense reconocida. |
| Canada                                 | Nueva Escocia             | Ilimitado                            | Requiere una residencia canadiense o ACGME. |
| Canada                                 | Ontario                   | Ilimitado                            | Requiere una residencia canadiense o ACGME. |
| Canada                                 | Isla del Príncipe Eduardo | Ilimitado                            | |
| Canada                                 | Quebec                    | Ilimitado                            | Requiere 1 año de GME aprobado por la AOA o ACGME, 1 año de GME en Quebec aprobado el examen escrito, oral y clínico de la junta del Colegio de Médicos de Familia de Canadá, y debe hablar francés con fluidez. |
| Canada                                 | Saskatchewan              | Ilimitado                            | |
| Canada                                 | Yukón                     | Ilimitado                            | Licencia estadounidense reconocida. |
| Islas Caimán (Reino Unido)             | 1983                      | Ilimitado                            | Licencia estadounidense reconocida. |
| República Centroafricana               | 1990                      | Ilimitado                            | Licencia estadounidense y asistencia anual al Congreso Nacional de Médicos. |
| Chile                                  | 2008                      | Ilimitado                            | Se requiere un examen escrito en español, además de una serie de pruebas prácticas sobre procedimientos comunes (RCP, intubación, punción lumbar, etc.). |
| China                                  | 2009                      | Ilimitado                            | Los médicos DO de Estados Unidos pueden solicitar una licencia de práctica médica de corta duración. |
| Colombia                               | 1996                      | Ilimitado                            | Los mismos requisitos que los demás médicos extranjeros. |
| Costa Rica                             | 2009                      | Ilimitado                            | Los mismos requisitos que los demás médicos extranjeros. |
| Republica Dominicana                   | 2000                      | Ilimitado                            | Licencia estadounidense y certificación reconocida. |
| Ecuador                                | 1990                      | Ilimitado                            | Mismos requisitos que otros médicos extranjeros. Existe reciprocidad en la mayoría de los países latinoamericanos. |
| Eswatini                               | 2019                      | Ilimitado                            | |
| Etiopia                                | 2011                      | Ilimitado                            | Debe renovar la licencia cada 5 años. |
| Finlandia                              | 1996                      | Ilimitado                            | Los mismos requisitos que los demás médicos extranjeros. |
| Francia                                | 2009                      | Limitados                            | Sólo OMM. El gobierno francés no reconoce el ámbito completo de la práctica de la medicina osteopática. |
| Gambia                                 | 2011                      | Ilimitado                            | |
| Alemania                               | 2008                      | Ilimitado                            | Los mismos requisitos que otros médicos extranjeros. Depende de la necesidad. Las decisiones se toman de forma individual. |
| Ghana                                  | 2019                      | Ilimitado                            | |
| Grecia                                 | 2009                      | Ilimitado                            | Se exige la nacionalidad griega, a menos que, en raras ocasiones, exista una necesidad crucial de ciertos tipos de médicos especialistas. Además, hay que obtener un permiso de trabajo, tarea difícil, y hablar griego es un requisito no escrito. Son los mismos requisitos que para otros médicos extranjeros. |
| Granada                                | 2007                      | Ilimitado                            | Licencia estadounidense reconocida. |
| Guyana                                 | 1996                      | Ilimitado                            | Caso por caso. |
| Honduras                               | 2009                      | Ilimitado                            | La Universidad Nacional Autónoma de Honduras debe acreditar todos los títulos extranjeros. Una vez completada la acreditación, el solicitante debe solicitar su inscripción en el Colegio Médico de Honduras (CMH). |
| Hong Kong                              | 1998                      | Ilimitado                            | Examen escrito. Entrevista personal. Aprobación de la formación. |
| India                                  | 2019                      | Ilimitado                            | El título de DO está reconocido para ejercer plenamente la medicina y la cirugía. A partir de 2019, un DO puede ejercer la medicina sólo si él / ella hizo ACGME residencias, que ya están reconocidos por la Comisión Médica Nacional. De acuerdo con la Ley Médica de la India de 1956, «Siempre que, además, una persona que solicite el registro provisional o permanente no tendrá que pasar la prueba de selección si él / ella tiene un título de médico de Australia / Canadá / Nueva Zelanda / Reino Unido / Estados Unidos de América y el titular de la misma también ha sido galardonado con un título de médico de postgrado en Australia / Canadá / Nueva Zelanda / Reino Unido / Estados Unidos de América y ha sido reconocido para la inscripción como médico en ese país». Un MD y un DO otorgados en EE. UU. satisfacen el aspecto universitario de la ley. Las residencias ACGME cumplen la cláusula de posgrado de la ley. La Comisión aún está decidiendo sobre el reconocimiento de las residencias de la AOA (aplicable a los graduados DO que se graduaron en residencias de la AOA antes de la fusión AOA-ACGME de 2020). |
| Indonesia                              | 1992                      | Ilimitado y restringido              | Los médicos extranjeros afiliados a un proyecto universitario o a una misión tienen derechos de ejercicio ilimitados. No se permite el ejercicio privado. |
| Iran                                   | 2009                      | Ilimitado                            | Ciudadanos iraníes que hayan obtenido el título de DO en una escuela de osteopatía de EE. UU. y estén certificados en una especialidad clínica. No se aceptan títulos osteopáticos de otros países. El proceso de evaluación de la formación médica y clínica es competencia del Ministerio de Sanidad y Educación Médica (MoHME). |
| Israel                                 | 2007                      | Ilimitado                            | Mismos requisitos que otros médicos extranjeros. Se requiere hebreo. |
| Italia                                 | 2009                      | Ilimitado                            | Se desaconseja a los médicos buscar empleo en Italia sin contratos en firme y permisos de trabajo. Si existe una ley estatal estadounidense que establezca la reciprocidad con Italia, una declaración en este sentido del Consulado italiano garantizará mejores posibilidades. |
| Jamaica                                | 1994                      | Ilimitado y restringido              | |
| Jordan                                 | 2012                      | Ilimitado                            | |
| Kenia                                  | 2007                      | Ilimitado                            | A los médicos de la DO se les permitía prestar algunos servicios mientras participaban en un proyecto de misión específico. |
| Libano                                 | 2004                      | Ilimitado                            | Se requiere carta de la AOA. Examen obligatorio. |
| Lesotho                                | 1990                      | Ilimitado                            | Los solicitantes deben comparecer ante el Consejo Médico, Dental y Farmacéutico para responder a algunas preguntas médicas y presentar sus credenciales. El consejo también hará una recomendación sobre dónde serían más útiles las aptitudes del solicitante en el país. |
| Liberia                                | 1990                      | Ilimitado                            | Los mismos requisitos que los demás médicos extranjeros. |
| Luxemburgo                             | 1987                      | Ilimitado                            | El ejercicio de la medicina en Luxemburgo por un médico que no sea ciudadano de la UE es muy poco frecuente. |
| Malta                                  | 2010                      | Ilimitado                            | Se acepta caso por caso si la formación cumple los requisitos mínimos de formación para médicos en la UE (artículo 24 de la Directiva 2005/36/CE). Examen obligatorio. |
| Malaui                                 | 1991                      | Ilimitado                            | |
| Mauricio                               | 2019                      | Ilimitado                            | |
| Mexico                                 | 2011                      | Ilimitado y restringido              | El Secretario de Salud de Yucatán, Álvaro Quijano, firmó una proclama en la que reconoce a los médicos osteópatas formados en EE. UU. en el estado de Yucatán; los médicos osteópatas pueden ahora obtener licencias a corto y largo plazo a través de la oficina del Secretario de Salud. Todos los demás estados mexicanos requieren permisos de trabajo, que sólo están disponibles en conjunción con la asociación de un proyecto de misión médica a corto plazo. |
| Micronesia                             | 1993                      | Ilimitado                            | Los estatutos incluyen específicamente a las DO |
| Namibia                                | 2019                      | Ilimitado                            | |
| Nepal                                  | 2008                      | Ilimitado                            | Aprobación del Consejo Médico de Nepal y visado del Departamento de Inmigración. |
| Países Bajos                           | 2009                      | Ilimitado                            | Los mismos requisitos que los demás médicos extranjeros. |
| Nueva Zelanda                          | 2008                      | Ilimitado                            | Audiencia obligatoria. Caso por caso. |
| Nigeria                                | 2010                      | Ilimitado                            | Licencia estadounidense y formación especializada obligatoria. |
| Noruega                                | 2009                      | Ilimitado                            | Sólo OMM, pero los DO pueden solicitar el reconocimiento como médicos[1]. |
| Pakistán                               | 2011                      | Ilimitado                            | Las facultades de medicina osteopática de EE. UU. cumplen la normativa legal del Consejo Médico y Dental para licenciados en medicina internacionales. El ámbito de aplicación es ilimitado, pero el entorno de la práctica puede estar restringido |
| Panamá                                 | 2010                      | Ilimitado                            | Se requiere la nacionalidad panameña. |
| Papúa Nueva Guinea                     | 2011                      | Ilimitado                            | Se requiere permiso de trabajo. También se ofrece una licencia de servicio voluntario de corta o larga duración. |
| Perú                                   | 2009                      | Ilimitado                            | El proceso de obtención de la licencia es el mismo que para otros IMG. |
| Polonia                                | 2011                      | Ilimitado                            | Se requiere examen y pulido. |
| Qatar                                  | 2019                      | Ilimitado                            | Debe poseer un visado de trabajo válido y superar los exámenes escrito y oral. |
| Ruanda                                 | 2006                      | Ilimitado                            | |
| Rusia                                  | 2000                      | Ilimitado                            | Los médicos extranjeros llegan a acuerdos para ejercer a través de patrocinadores rusos, como hospitales o empresas. |
| Santa Lucía                            | 2009                      | Ilimitado                            | Credenciales estadounidenses reconocidas. |
| Arabia Saudita                         | 2019                      | Ilimitado                            | Los médicos extranjeros deben ser contratados por un organismo público, una empresa o una entidad sanitaria privada, como un hospital. |
| Seychelles                             | 2019                      | Ilimitado                            | |
| Sierra Leona                           | 1993                      | Ilimitado                            | Credenciales de EE. UU. reconocidas ante notario. |
| Sur Africa                             | 2019                      | Ilimitado                            | |
| Sudán del Sur                          | 2019                      | Ilimitado                            | Titulación estadounidense reconocida. El reconocimiento por la AMCOA de los DO formados en EE. UU. otorgaba plenos derechos de ejercicio médico y quirúrgico a los profesionales. Los mismos requisitos que los médicos extranjeros. |
| Suecia                                 | 2005                      | Ilimitado                            | Los mismos requisitos que los demás médicos extranjeros. Los solicitantes deben someterse a una evaluación de su formación para determinar si es equivalente a la sueca. Después de esto, los solicitantes deben completar un examen de aptitud de dos partes que consta de partes teóricas y prácticas. Como este examen se realiza en sueco, los solicitantes deben hablar sueco en el nivel C1 de acuerdo con el Marco Común Europeo de Referencia para las Lenguas. Los conocimientos de noruego o danés también cumplen los requisitos lingüísticos. Se exige un curso de legislación sueca y formación clínica adicional tras aprobar el examen. Se conceden algunas compensaciones temporales. |
| Taiwán                                 | 2020                      | Ilimitado                            | Según la licencia, un candidato calificado se graduó del departamento de medicina en una universidad extranjera o colegio independiente reconocido por el Ministerio de Educación de la R.O.C. Todos los programas de grado médico DO emitidos en Estados Unidos son reconocidos por el Ministerio de Educación de la R.O.C., ya que los médicos DO de Estados Unidos pueden solicitar la licencia de práctica médica en la R.O.C. desde 2009. |
| Tanzania                               | 1985                      | Ilimitado                            | Licencia estadounidense y GME reconocidos. Se ofrecen permisos de trabajo temporales. |
| Uganda                                 | 2008                      | Ilimitado                            | |
| Emiratos Árabes Unidos                 | 2009                      | Ilimitado                            | Examen obligatorio. |
| Reino Unido                            | 2005                      | Ilimitado                            | Los médicos doctores formados en EE. UU. tienen pleno derecho a ejercer la medicina. Los solicitantes deben aprobar el examen PLAB y trabajar durante un año en el Servicio Nacional de Salud. Tras ese año, los aspirantes podrán solicitar una licencia para ejercer de forma privada. Para inscribirse en el GMC como especialista, la formación de posgrado deberá ser reconocida por separado por el Postgraduate Medical Education and Training Board (PMETB). También se requiere el registro en el GOsC. |
| Venezuela                              | 2007                      | Ilimitado                            | Estatuto reconocido en virtud de la ley del ejercicio de la medicina. |
| Vietnam                                | 1995                      | Ilimitado                            | Los médicos extranjeros pueden cubrir vacantes en hospitales que necesitan determinados especialistas. |
| Zambia                                 | 2009                      | Ilimitado                            | Licencia estadounidense obligatoria. |
| Zimbabue                               | 2019                      | Ilimitado                            | El reconocimiento por parte de la AMCOA de los DO formados en EE. UU. otorgó plenos derechos de ejercicio médico y quirúrgico a estos profesionales. Los mismos requisitos que los médicos extranjeros. |
| OMM: Medicina Osteopática Manipulativa |                           |                                      | |